# Fumarsyre
Fumarsyre er et kemiske stof med formlen HO2CCH=CHCO2H. Denne farveløse krystallinske forbindelse er en af to isomere umættede dicarboxylsyrer, hvoraf den anden er maleinsyre, hvori syregrupperne er cis. Stoffet har en frugt-agtig smag. Saltene og estrene af fumarsyre kaldes fumarater.
Fumarsyre har som tilsætningsstof E-nummeret E297.

## Biologi
Fumarsyre blev først påvist i 1814 i ege-spejlporesvamp (Inonotus dryadeus; tidligere kaldet Boletus pseudo-ignioarius) af den franske kemiker Henri Braconnot, der kaldte syren for acide bolétique,, og blev senere isoleret fra planten  jordrøg (Fumaria officinalis; heraf navnet fumarsyre) og laven islandsk kruslav (Cetraria islandica).
Fumarat er et intermediat i citronsyrecyklussen, en del af cellers metabolisme hvori glucose nedbrydes. Det dannes ved oxidationen af succinat af enzymet succinat dehydrogenase. Fumarat omdannes derefter af enzymet fumarase til malat. Menneskehud danner naturligt fumarsyre, når den udsættes for sollys.[kilde mangler]
Fumarat er også et biprodukt i ureacyklussen.

## Medicin
Fumarsyreestre bruges nogle gange til behandling af psoriasis, da det er blevet foreslået, at tilstanden skyldes en sænkning af fumarsyreproduktionen i huden.[kilde mangler] Startdosis er 60-105 mg dagligt, hvilket trin for trin kan reguleres og øges til 1.290 mg per dag. Bivirkninger er nyresvigt eller problemer med fordøjelsessystemet og rødmen.

## Mad
Fumarsyre er et tilsætningsstof brugt siden 1946, da det er ikke-giftigt. Det bruges primært i drikkevarer og bagepulvere. Det bruges ofte som substitut for vinsyre og nogle gange for citronsyre med 1,36 g citronsyre til hver 0,91 gram fumarsyre for samme smag. Det bruges også i slik for at tilføre surhed, ligesom maleinsyren.

## Kemi
Fumarsyre er billigt. Det blev første gang syntetiseret fra brom-ravsyre. En traditionel syntese involverer oxidationen af furfural (fra forarbejdningen af majs) ved at bruge natriumklorat og en vanadium-baseret katalysator.
Stoffets kemiske egenskaber kan udledes fra dets funktionelle grupper. Denne svage syre danner en diester, det undergår additioner ved dobbeltbindingen, og det er en glimrende dienofil.

## Andet brug
Fumarsyre bruges til fabrikering af polyester, harpiks og sukkeralkoholer.

## Sikkerhed
Fumarsyre konverteres til den irriterende maleinsyreanhydrid ved delvis forbrænding.